# 101 Pułk Pograniczny NKWD

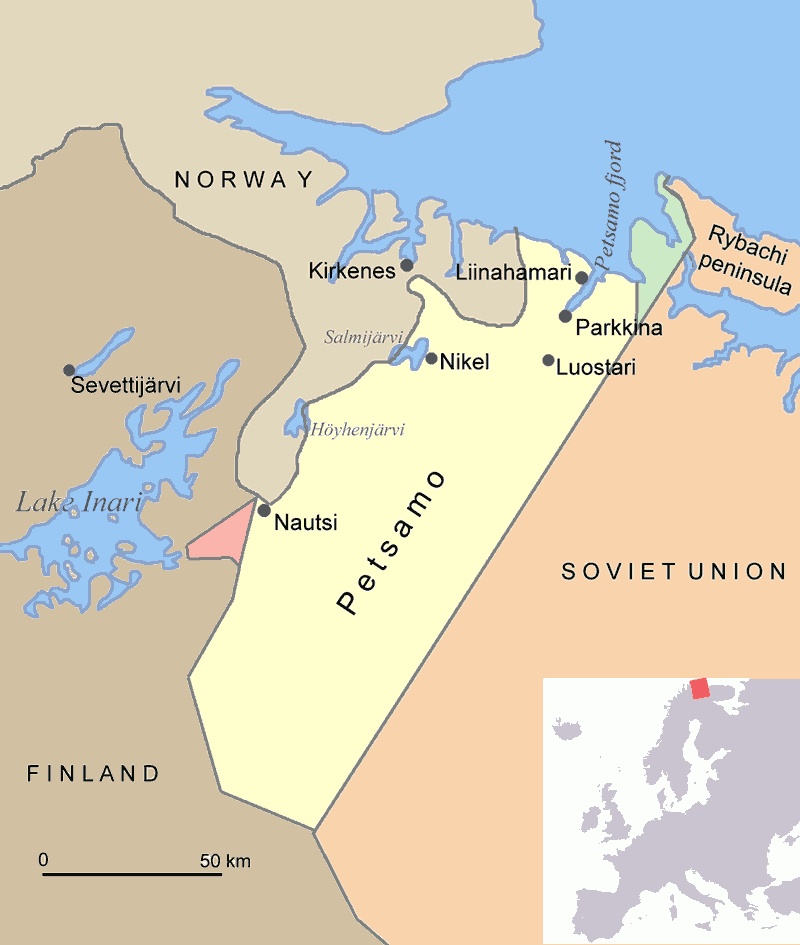

101 Pułk Pograniczny NKWD – jeden z pułków pogranicznych w składzie wojsk NKWD. Operował na terytorium przy granicy Związku Radzieckiego z Finlandią, przesuniętą na skutek wojny zimowej 1939–1940.
W 1941 liczył 1377 ludzi i znajdował się w strukturze organizacyjnej 14 Armii ZSRR (oprócz niego były tam również pułki 82 i 100 wojsk pogranicznych NKWD):
Oddziały 122 Dywizji Strzelców i 101 Pułk NKWD wzmocniony czołgami III/2 Pułku Pancernego zajmowały pozycje na kierunku uderzenia Niemców z Armii „Norwegen”. Był to odcinek od góry Keinuwara do Lampely długości 30 km.